# 川嶋勇人
川嶋 勇人（かわしま はやと、1990年5月15日 - ）は、京都府京都市中京区出身のバスケットボール選手である。ポジションはシューティングガード。B.LEAGUEの京都ハンナリーズ所属。

## 来歴
朱雀第一小学校、中京中学校、東山高校から関西学院大学に進学。
卒業後、日立に入社。日立サンロッカーズ東京に入団する。
2016年オフ、地元のプロチームである京都ハンナリーズへ移籍したが、僅か1シーズンで退団。2017年オフに三遠ネオフェニックスに移籍する。2020-21シーズンに、スチール王となる。
2021年、秋田ノーザンハピネッツに移籍。3年契約の予定であったが、2022-23年シーズンオフに退団した。
2023年にファイティングイーグルス名古屋と契約を結んだ。
2024年5月23日にFE名古屋との契約満了と京都への移籍が発表された。

## 人物・トリヴィア・エピソード
- 2024年12月30日現在、Bリーグ歴代4位のスティール数である[9]。
- 趣味はサウナである[10]。